# كايل راندال
كايل راندال (10 سبتمبر 1991 في الولايات المتحدة - ) (بالإنجليزية: Kyle Randall)‏ هو لاعب كرة سلة أمريكي في مركز هجوم خلفي.

## وصلات خارجية
- كايل راندال على موقع سبورتس رفرنس (الإنجليزية)
- كايل راندال على موقع كرة السلة الأوروبية.كوم (الإنجليزية)
- كايل راندال على موقع كلية كرة السلة في سبورتس رفرنس.كوم (الإنجليزية)
- كايل راندال على موقع ريلجم (الإنجليزية)
- كايل راندال على موقع بروبوليرز (الإنجليزية)
- كايل راندال على موقع سبورتس رفرنس (الإنجليزية)